# Рідо (річка)

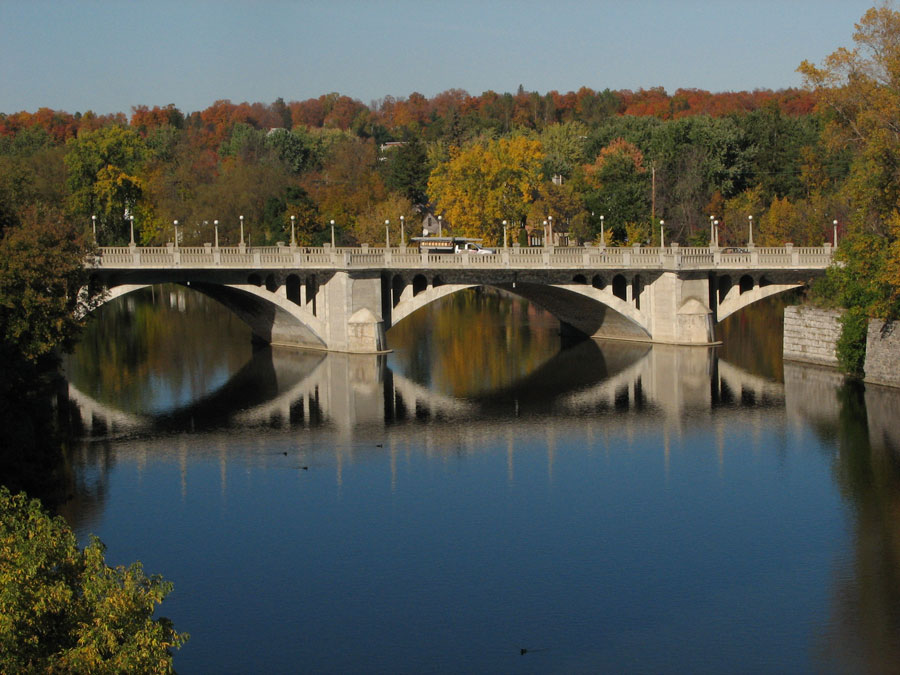
Річка Рідо під мостом Каммінґс, що відокремлює Сенді-Гілл від Ваньє в Оттаві

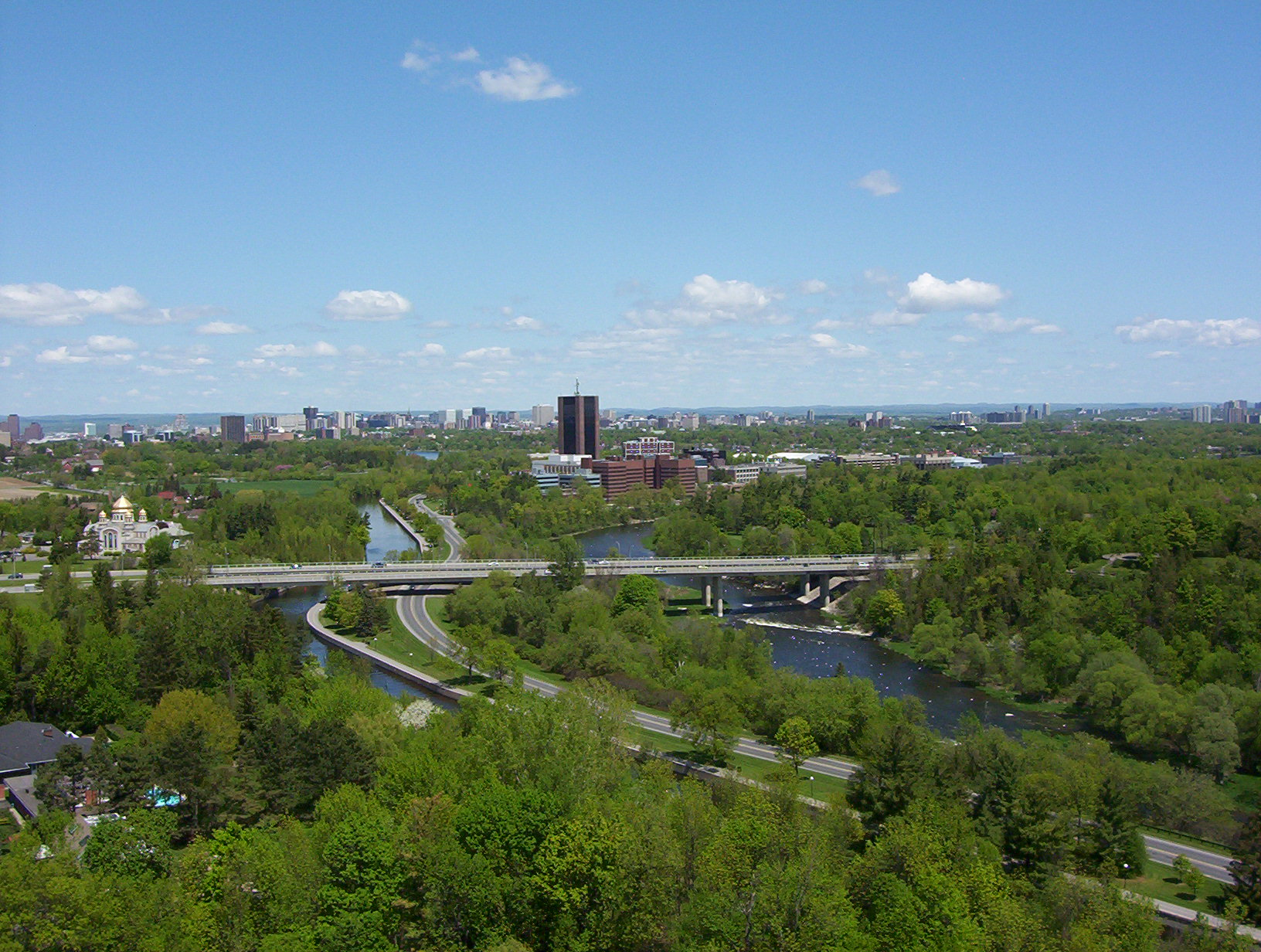
Річка Рідо та канал Рідо навпроти Карлтонського університету

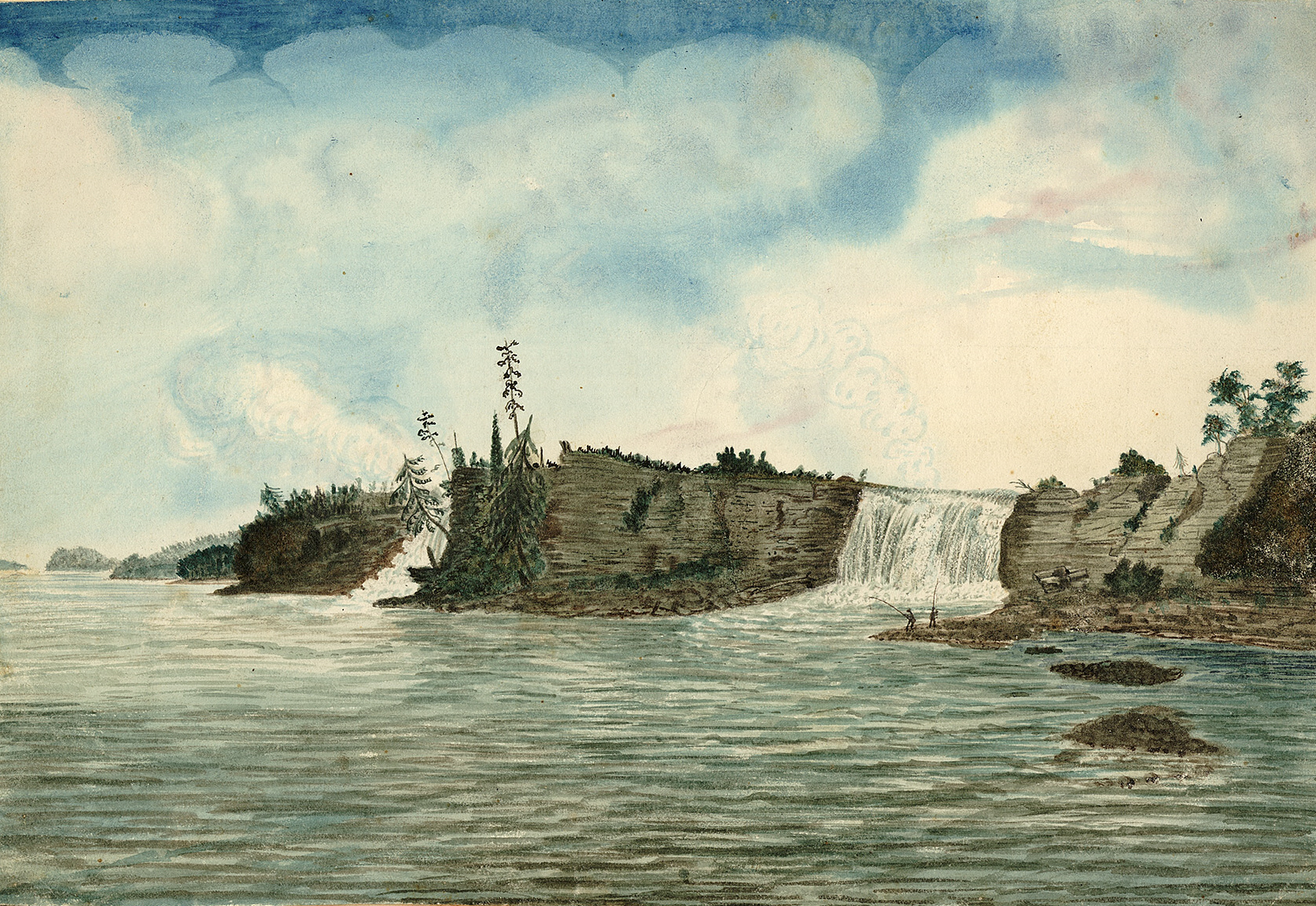
Картина Томаса Берроуза із зображенням водоспаду Рідо, де річка Рідо впадає в річку Оттава, 1826 року

Річка Рідо (англ. Rideau River, фр. Rivière Rideau; Оджибве: Pasapkedjinawong) — річка в Східному Онтаріо, Канада. Річка тече на північ від озера Аппер-Рідо і впадає в річку Оттава водоспадом Рідо в Оттаві, Онтаріо. Її довжина 146 км.
Як пояснено в записках Самюеля де Шамплейна у 1613 році, річка отримала назву «Рідо» (завіса) через вигляд водоспаду Рідо. Назва річки мовою Anishinàbemowin — «Pasapkedjinawong», що означає «річка, що протікає між скелями».
Канал Рідо, який дозволяє подорожувати водою з Оттави до міста Кінгстона, Онтаріо на озері Онтаріо, був створений, щоб поєднати водну транспортну артерію річки Рідо з річкою Катаракві. Річка витікає з каналу біля водоспаду Гоґс-Бек в Оттаві.
Ранньою весною, щоб зменшити повені в нижній частині річки, комунальники Оттави підривають лід, щоб очистити лід, який покриває річку від мосту Біллінгс до водоспаду Рідо, відламуючи вибухівкою великі пласти льоду. Така практика існує вже більше 100 років.
Регулюючим органом, який відповідає за захист річки Рідо та її приток, є Управління охорони природи долини Рідо.

## Географія

### Притоки
- Adrians Creek
- Duck Creek
- Tay River
- Black Creek
- Otter Creek
- Rosedale Creek
- Irish Creek
- Babers Creek
- Atkinsons Creek
- Rideau Creek
- Dales Creek
- Brassils Creek
- Murphy Drain
- Kemptville Creek
- McDermott Drain
- Cranberry Creek
- Steven Creek
- Mud Creek
- Jock River
- Black Rapids Creek
- Nepean Creek
- Brewer Park Pond (з'єднаний водозливними трубами)
- Sawmill Creek

### Спільноти
Громади вздовж Рідо включають:
- Оттава, Онтаріо
- Манотік, Онтаріо
- Карс, Онтаріо
- Норт-ренвілk, Онтаріо
- Мерріквілk, Онтаріо
- Смітс-Фоллс, Онтаріо

### Острови
- Острів Барнс
- Острів Біч
- Острів Каммінґс
- Острів Ґрін
- Острів Джеймс
- Острів Кілмарнок
- Острів Ліббі
- Лонг-Айленд
- Острів Мейпл
- Острів Ніколс
- Острів Портер
- Острів Сандерс

## Історія
Самюель де Шамплейн, який був першим європейцем, що побачив річку, назвав її Рідо (французьке слово «завіса») через схожість водоспаду Рідо на завісу .
Раніше річка використовувалася як транспортний шлях між Оттавою та річкою Святого Лаврентія. Родючість земель уздовж берегів річки Рідо приваблювала поселенців-лоялістів, які шукали хороші сільськогосподарські угіддя, що призвело до зростання поселень у навколишніх регіонах. Після війни 1812 року водний шлях, спроектований Джоном Бай, був побудований так, що сполучав по річці Рідо важливі території країни та з'єднував Оттаву з Кінгстоном і Монреалем. 

## Зовнішні посилання
- Управління охорони долини Рідо
- Біорізноманіття річки Рідо (CMN, nature.ca)